# 半凋萎绢蒿
半凋萎绢蒿（学名：Seriphidium semiaridum）为菊科绢蒿属下的一个种。分布于俄罗斯以及中国大陆的新疆等地，见于灰化、淡栗色草原土及盐渍化的草原土壤上，目前尚未由人工引种栽培。

## 扩展阅读
- 維基物種上的相關：半凋萎绢蒿